# 陕西近狂蛛
陕西近狂蛛（学名：Drassyllus shaanxiensis）为平腹蛛科近狂蛛属的动物。分布于日本以及中国大陆的陕西、新疆等地，多生活于草丛的石隙间。该物种的模式产地在陕西。